# Frederick Smyth
Frederick Smyth, född 9 mars 1819 i Candia, New Hampshire, död 22 april 1899 i Manchester, New Hampshire, var en amerikansk republikansk politiker. Han var New Hampshires guvernör 1865–1867.
Smyth, som var en framgångsrik affärsman, tjänstgjorde som Manchesters borgmästare 1852–1854 och 1864. Smyth efterträdde 1865 Joseph A. Gilmore som guvernör och efterträddes 1867 av Walter Harriman.
Smyth avled 1899 och gravsattes på Valley Cemetery i Manchester.